# Manuel Plá Cocco
Manuel „Manolito“ Plá Cocco (* 6. September 1910 in Puerto Plata; † 16. Juni 1989) war ein dominikanischer Flötist, Geiger, Cellist, Musikpädagoge und Komponist.
Der Sohn des aus Kuba stammenden Musikers Francisco Plá Varona hatte den ersten Flötenunterricht in dessen Banda de Música, daneben unterrichtete ihn José Feliu in Solfège und Musiktheorie. 1920 wurde er im Alter von zehn Jahren Mitglied der städtischen Kapelle und des Orchesters des städtischen Theaters von Puerto Plata. Zur Vervollkommnung seiner Flötenausbildung bei seiner Tante Mercedes Plá Varona schickte ihn sein Vater 1914 nach Camagüey.
Er nahm dort auch Violinunterricht bei Gabriel del Orbe, wurde von Lupe Rivas Cachos Revuekompanie als Flötist engagiert und bereiste mit dieser ganz Kuba. 1925 wurde er Musiker am Teatro Municipal Colón in Puerto Plata, wo er mit Luis Armando Rivera, Sebastián Rodríguez Lora, Pedro Carrau, Mary Newbold, Heriberto Jerez, Rafael Villanueva und anderen Stummfilmaufführungen musikalisch begleitete.
1928 kehrte er zur Banda de Música Municipal zurück, die zu der Zeit von Francesco García Pancho geleitet wurde. 1937 wurde er Mitglied des von Julio Alberto Hernández dirigierten Orquesta Sinfónica de la Tabacalera. Daneben trat er als Gastflötist mit Luis Alberts Orchester auf. 1939 löste er seinen Vater als Direktor der Banda de la Musica und der Academia  de Música von Puerto Plata ab.
Mit Pedro Carrau, Jaime Lockwardt und Sebastián Rodríguez Lora gründete er die Musikgruppe Apollo, die jeden Sonntag Konzerte in Puerto Plata gab. 1946 gründete er das Instituto Musical Francisco Plá Varona, das er viele Jahre leitete. Einige Zeit lebte er in Santo Domingo und trat in Petán Trujillos La Voc Dominicana auf. 1971 zog er nach Santiago de las Caballeros und wurde Präsident einer der Firmen seines Freundes Carlucho Bermúdez Pippa. Unter seinen Kompositionen wurde besonders der Walzer Ella bekannt, den er seiner Frau widmete.

## Quelle
- acento, 31. Mai 2017: Manuel Plá Cocco, connotado músico y maestro

| Personendaten    | Personendaten                                                         |
| ---------------- | --------------------------------------------------------------------- |
| NAME             | Plá Cocco, Manuel                                                     |
| ALTERNATIVNAMEN  | Pla Cocco, Manolito                                                   |
| KURZBESCHREIBUNG | dominikanischer Flötist, Geiger, Cellist, Musikpädagoge und Komponist |
| GEBURTSDATUM     | 6. September 1910                                                     |
| GEBURTSORT       | Puerto Plata                                                          |
| STERBEDATUM      | 16. Juni 1989                                                         |